# Професор Фринк
Џонатан „Џон“ Нерделбаум Фринк Јр. (енгл. Jonatan "John" Nerdelbaum Frink Jr.) је измишљени лик из цртаног филма Симпсонови, коме глас позајмљује Хeнк Азарија. Он је највећи геније у целом Спрингфилду.